# Galumna khoii
Galumna khoii är en kvalsterart som beskrevs av Sandór Mahunka 1989. Galumna khoii ingår i släktet Galumna och familjen Galumnidae. Inga underarter finns listade i Catalogue of Life.